# 海怡廣場 (西翼)

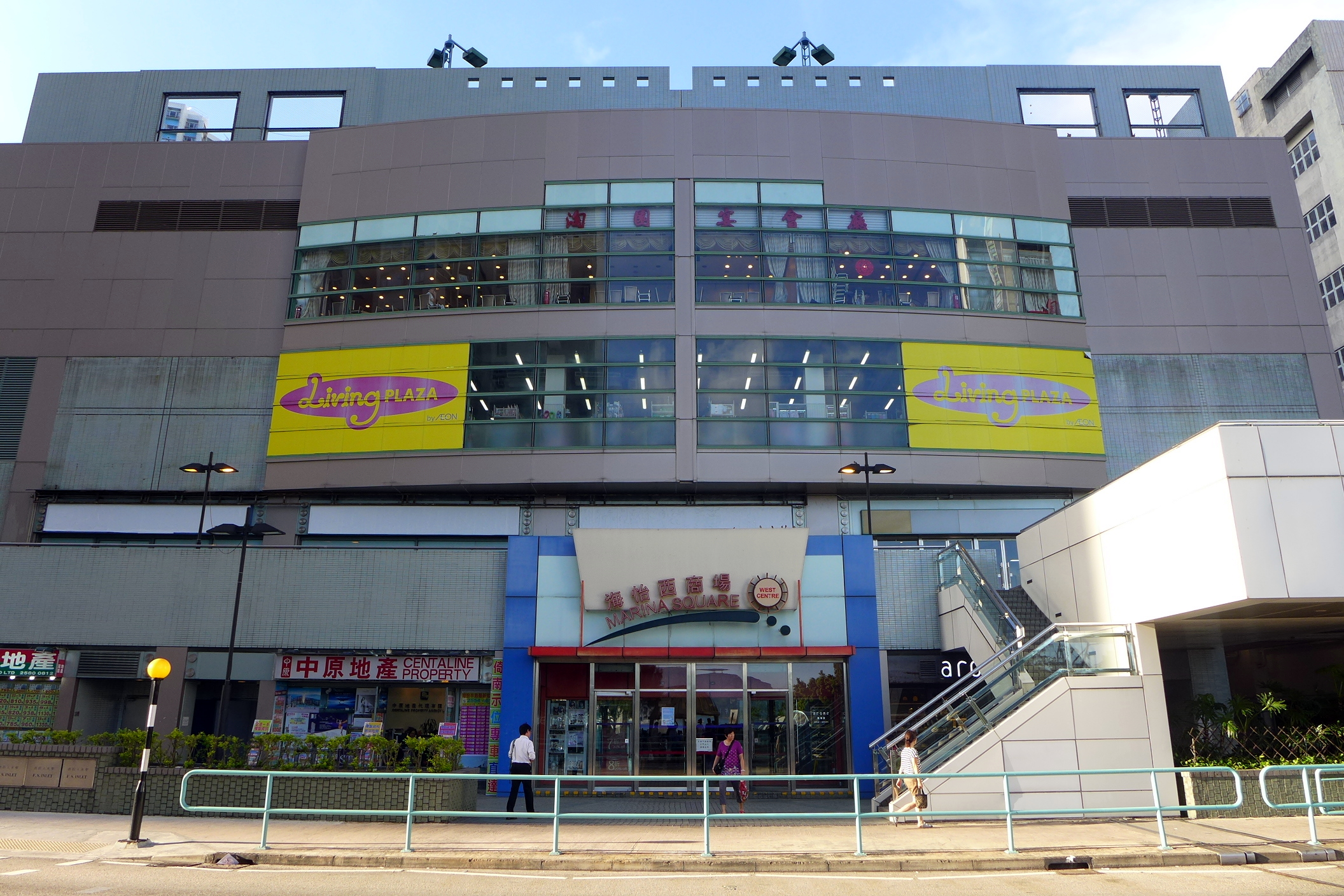
海怡廣場（西翼）外觀

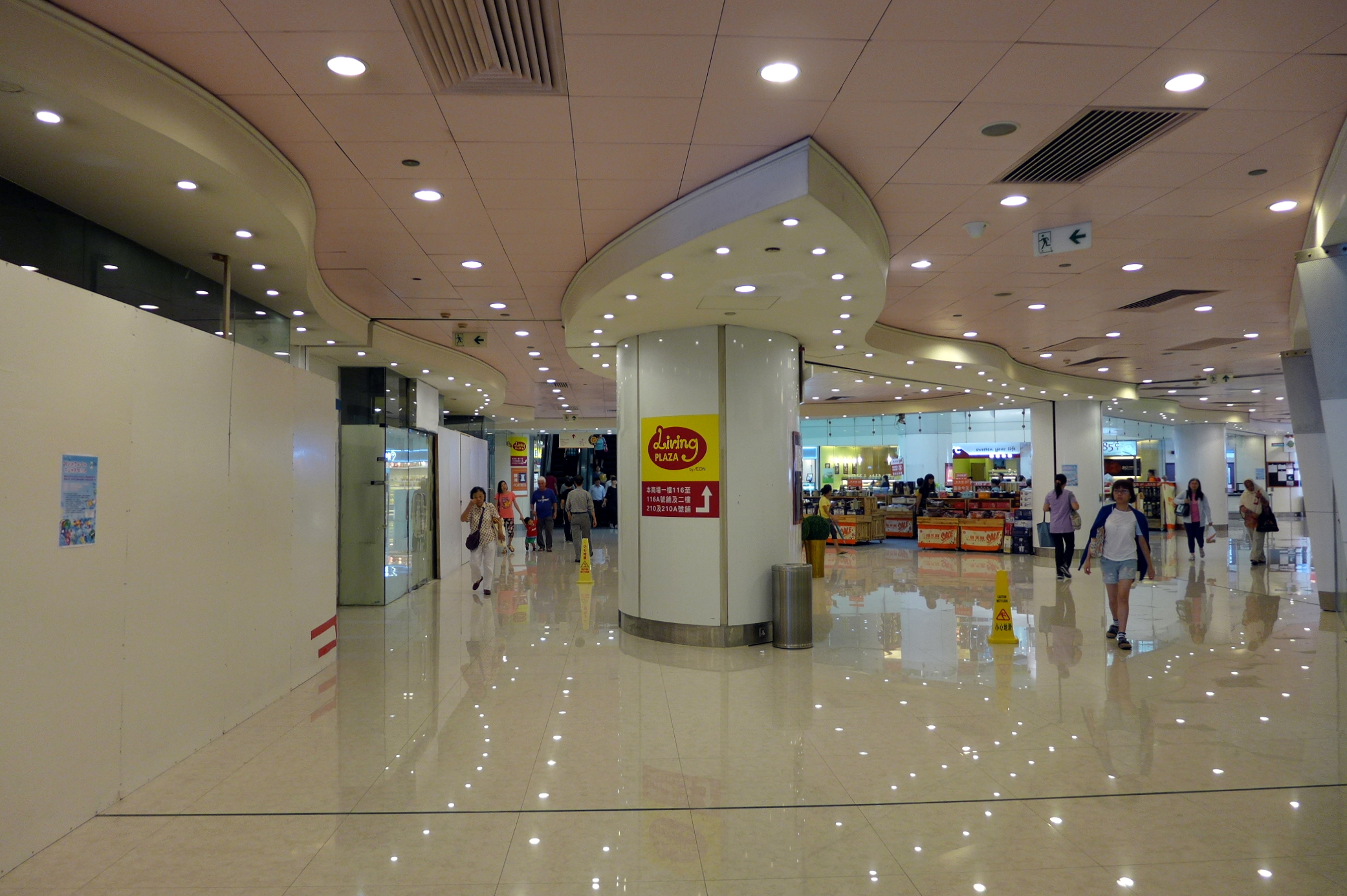
商場地下

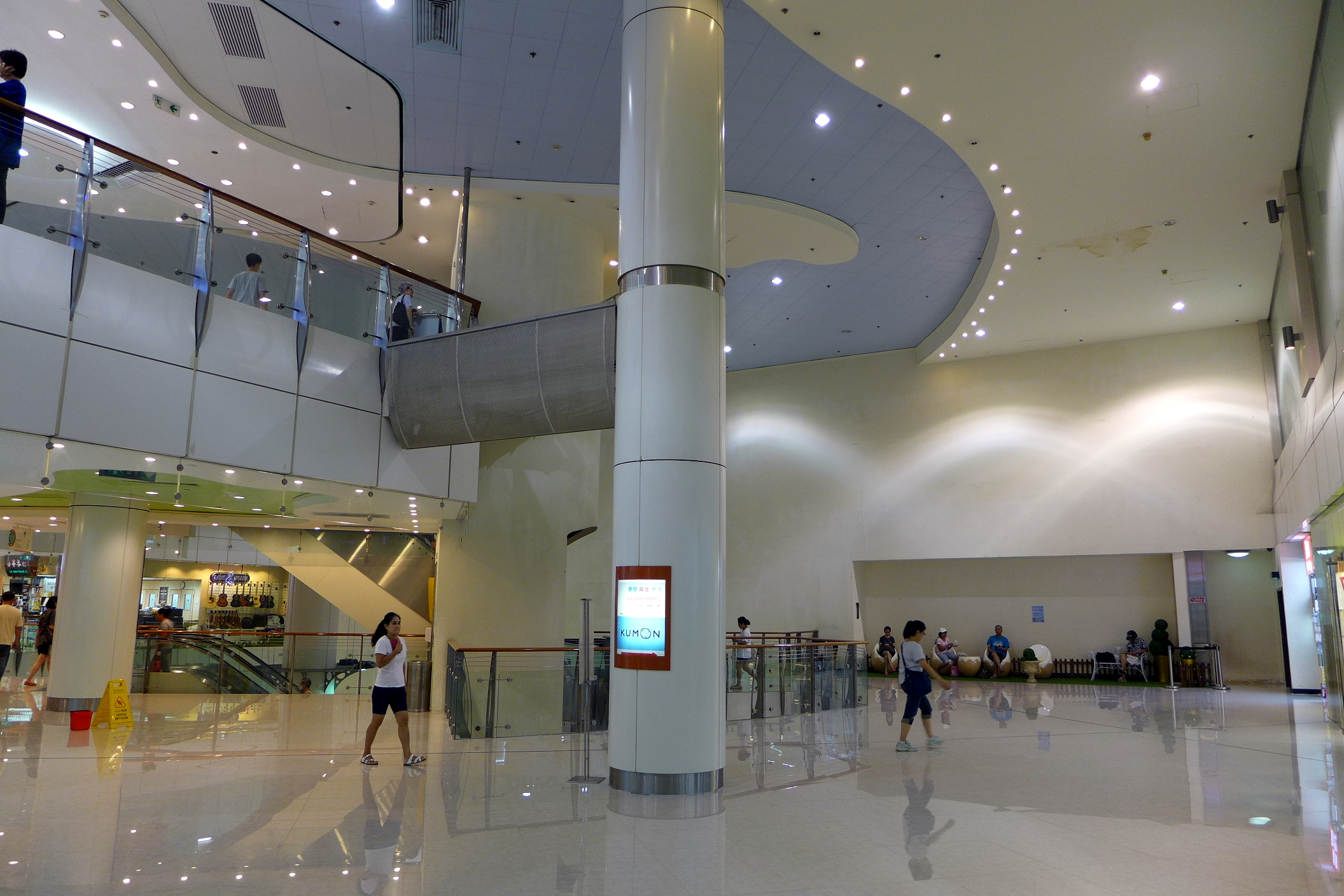
商場2樓

海怡廣場（西翼）（英語：Marina Square (West)），又稱海怡西商場，是一幢位於香港南區鴨脷洲海怡半島的商場，於1994年開幕，是海怡半島最大型的購物中心；主要照顧海怡半島及鴨脷洲邨居民日常需要。商場設有三個出入口，分別設在屋苑南北兩端和停車場旁邊。海怡廣場（西翼）旁邊為海怡東商場（東翼），設有一條天橋來接通兩翼，海怡半島的居民都可以沿著怡南路輕易出入。

## 商場租戶
海怡廣場（西翼）內有酒樓、超級市場、電器用品店、服裝店、快餐店、麵包店及診所、健身中心等。

### 地下
- 星巴克
- 元氣壽司[2]
- 美心西餅[3]
- 匯豐銀行
- 美聯物業南區旗艦店
- 南島醫健
- 中原地產
- 東海堂
- 7-11便利店
- 英王麵包店
- PHD 薄餅博士
- 肯德基
- 手作功夫茶
- 敏華冰廳
- 譚仔雲南米線
- 八方雲集
- 吉野家
- 123...by Ella
- 韓剪
- 名創優品
- eg mix & match
- 優品360
- 佳寶食品超級市場
- panasonic
- Mc Music 美斯音樂學院
- Play Hourse
- FOOTSPOT Plus

### 一樓
- 安樂窩僱傭中心 My Sweet Home Employment Agency
- 余仁生
- 屈臣氏
- 大家樂
- 中醫診所
- 花旗銀行（自動櫃員機）
- 日本城[4]
- 韓印紅
- 眼鏡88
- QB hair House
- Chicken factory 雞工廠
- 牛奶冰室
- 意樂餐廳
- 魚眾不同酸菜魚專門店
- Mama Bakery
- 一粥麵
- 美心MX
- 今好店
- ingrid Millet
- 中國人壽(海外)
- Baleno
- 港怡醫院診所
- 萬寧

### 二樓
- Monkey Tree English Learning Center
- 順豐站
- 麥當勞
- 大家樂
- Day 1fitness
- Eye Level Alpha Education Center
- SDM爵士芭蕾舞學院港島區旗艦店

二樓最大租戶為，其餘租戶包括多間診所、營多東南美食市場、麥當勞及多間教育中心、教會。

### 三樓
三樓原設美食廣場，設有8間食肆，中央更設玻璃天幕。不過美食廣場、麥當勞已結業，原址於2015年改為佔地24,000呎的百佳超級廣場（2023年改為Taste x fresh新鮮生活）。另一租戶為盈暉海鮮酒家。
- Taste x fresh新鮮生活
- 包點先生
- kiji Bakery
- 盈暉海鮮酒家